# Pelagius I.
Pelagius I. († 4. března 561) byl papežem od 16. dubna 556 do 4. března 561. Pocházel ze vznešené římské rodiny. Původně se jmenoval Pelagio Vicariani.
Doprovázel Agapeta I. na cestě do Konstantinopole, kde později působil jako apokrisiář. Roku 543 se vrátil do Říma a zastupoval nepřítomného papeže Vigilia. Když v roce 546 dobyl Řím Totila, Pelagius zabránil zmasakrování obyvatel a snažil se zprostředkovat mírovou dohodu mezi Ostrogóty a Byzantskou říší. Ve sporu o Tři kapitoly stál původně proti císaři Justiniánovi, ale pak se s ním smířil a císař podpořil jeho nástupnictví po smrti Vigilia. Začala tak epocha „byzantského papežství“, kdy se papežská autorita opírala o spojenectví s mocnou říší.
Po svém nástupu na papežský stolec byl Pelagius obviněn z podílu na Vigiliově smrti a mnozí italští biskupové se mu odmítali podřídit, musel proto u hrobu svatého Pankráce veřejně odpřisáhnout nevinu.
Věnoval se dobročinnosti a stabilizoval papežské finance. Za jeho pontifikátu byla v Římě postavena Bazilika Dvanácti svatých apoštolů.